# 横田雅文
横田 雅文（よこた まさふみ、1936年3月18日 - 2018年8月20日）は、関西テレビ放送株式会社代表取締役会長、フジ・メディア・ホールディングス取締役。兵庫県出身。

## 略歴
- 1960年4月 同志社大学卒業後、関西テレビニュース入社。
- 1968年8月 関西テレビ放送に出向。同社の営業局長を歴任。
- 1994年6月 関西テレビ取締役。
- 1996年8月 関西テレビ常務取締役。
- 1998年6月 関西テレビ専務取締役。
- 2000年6月～2005年 関西テレビ常勤監査役。
- 2008年6月 関西テレビ代表取締役会長。
- 2009年6月 フジ・メディア・HD取締役（上記と兼務）。